# Vie quotidienne dans l'Égypte antique
La vie quotidienne des Égyptiens de l'Antiquité est relativement bien connue par rapport à celle des autres civilisations antiques. La société égyptienne était très hiérarchisée et il existait de grandes disparités entre la vie des paysans, représentant la grande majorité des Égyptiens et vivant dans un état proche du servage, et celle de la noblesse et de la haute bourgeoisie. C'est la vie des plus privilégiés qui est la mieux connue car c'est elle qui a laissé le plus de témoignages. Les paysans égyptiens cultivaient souvent de l'orge, du blé et du lin.

## Sources
Notre connaissance de la vie quotidienne des Égyptiens nous vient principalement de trois sources :
- l'écriture : que ce soit la littérature, les documents administratifs ou les hiéroglyphes eux-mêmes par leur forme idéographique ;
- l'iconographie : omniprésente sur les murs des temples et surtout des tombeaux où le défunt retrace les éléments marquants de sa vie ;
- l'archéologie : qui permet de reconstituer la vie quotidienne des Égyptiens (et notamment des plus modestes) à partir des vestiges de leur habitat.

## Articles détaillés

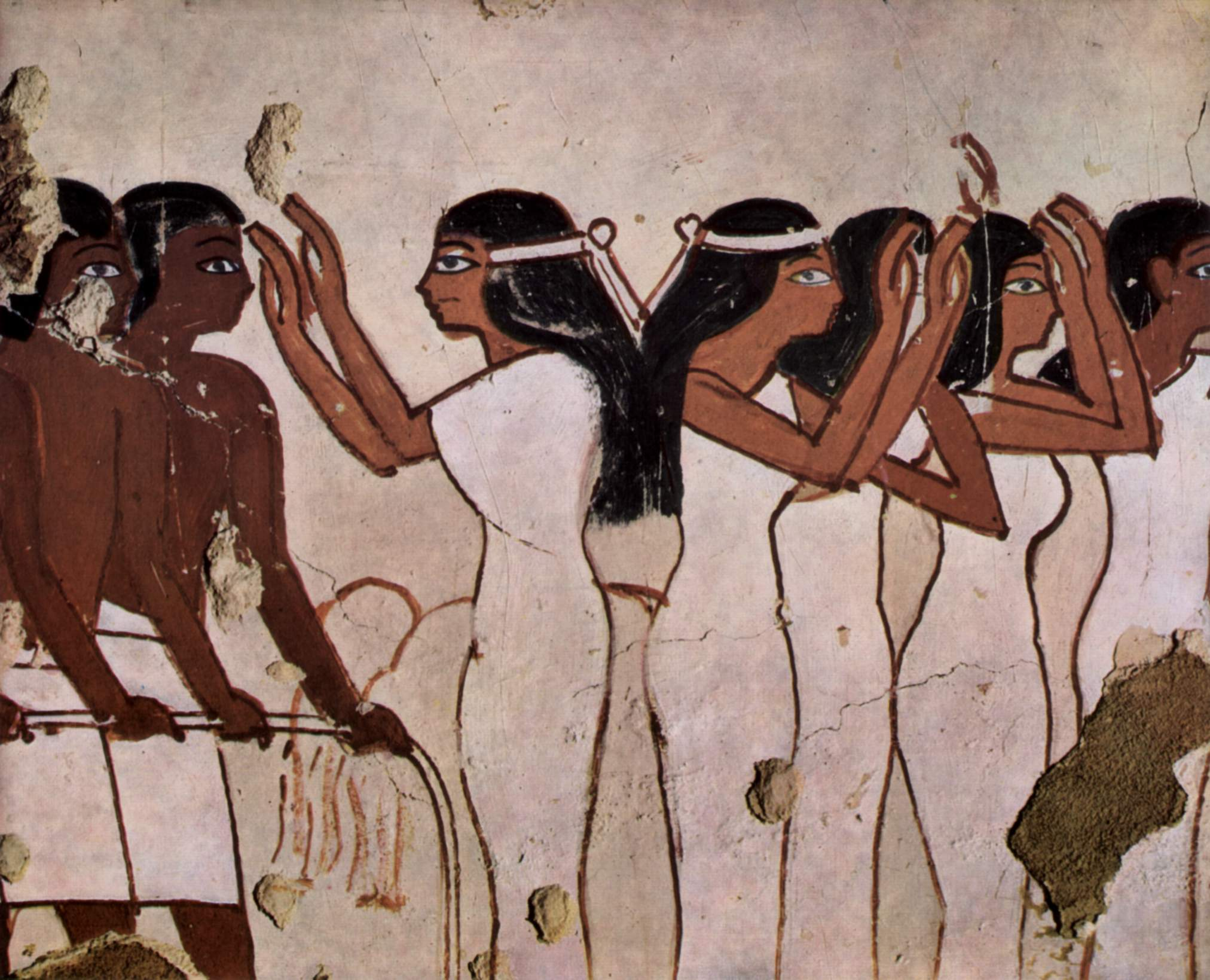
Enterrement - Tombeau de Horemheb.

| - l'alimentation, - l'habitat, - les métiers, - la médecine, - le calendrier, - les chiffres, - la technique de la multiplication, - les unités de mesure, - l'écriture, - la servitude | - la citoyenneté, - la place de la femme, - le mariage, - la danse, - les jeux, - le sport, - les animaux, - les soins cosmétiques, - le harem, - les bateaux. |